# Madeleine (1912)
Madeleine ist ein deutsches Stummfilmdrama aus dem Jahre 1912 von Emil Albes.

## Handlung
Deutsch-Französischer Krieg 1870/71: Die junge Madeleine verlobt sich mit einem deutschen Ingenieur. Als ihr Bräutigam seine Einberufung erhält, versucht sie vergeblich, ihn davon abzubringen, sich bei seinem Regiment zu melden. Lange Zeit hört sie nichts mehr von ihm, und ihre Sehnsucht nach ihrem Zukünftigen wächst ins Unermessliche. Eines Tages wird ihr mitgeteilt, dass ihr Verlobter als Spion verhaftet wurde und eine drakonische Strafe zu gewärtigen habe. Madeleine will ihren Liebsten nicht verlieren und einfach nur still dasitzen. Und so verhilft sie ihm zur Flucht. Der Ingenieur kehrt daraufhin zu seinem alten Regiment zurück und lässt sofort die französische Einheit angreifen, die sich auf dem Landsitz von Madeleines Vater verschanzt hat.

## Produktionsnotizen
Madeleine entstand im April 1912 im Bioscop-Atelier in Neubabelsberg. Der Dreiakter mit einer Länge von 936 Metern passierte die Zensur am 9. Mai 1912 und wurde am 22. Juni 1912 uraufgeführt. Kurz nach Ausbruch des Ersten Weltkriegs, am 13. August 1914, wurde der Streifen aufgrund seines hochaktuell gewordenen Themas (Krieg zwischen Deutschland und Frankreich) unter dem Titel Der Überfall auf Schloß Boncourt neu zensuriert.
Ludwig Trautmann gab hier sein Filmdebüt.

## Einordnung
„MADELEINE ist vor allem ein soziales Drama, in dem die Frau zwischen Liebe und Vaterlandsverteidigung zerrieben wird. Der Film subsumiert diesen Konflikt nicht dem Schema der Schicksalstragödie. Er stellt vielmehr sehr präzise die Liebe der Frau als körperlich sexuelle dar, die ihre Würde an der Selbstbestimmtheit hat und diese am Ende auch gegen den Anspruch des Vaterlandes durchzusetzen sucht.“